# Rasztojca
Rasztojca (macedónul: Растојца) település Észak-Macedóniában, a Pelagonijai körzet Demir Hiszar-i járásában.

## Népesség
| Lakosok száma | 268  | 286  | 238  | 138  | 81   | 38   | 23   | 19   | 10   |
|               | 1948 | 1953 | 1961 | 1971 | 1981 | 1991 | 1994 | 2002 | 2021 |

- 2002-ben 19 lakosa volt, akik mindannyian macedónok.